# Etobicoke—Lakeshore
Pour la circonscription provinciale, voir Etobicoke—Lakeshore (circonscription provinciale).
Circonscription électorale fédérale du Canada
Etobicoke—Lakeshore (précédemment connue sous les noms de Lakeshore et de Toronto–Lakeshore) est une circonscription électorale fédérale canadienne située en Ontario.

## Géographie
La circonscription est située dans la région du grand Toronto.
Les circonscriptions limitrophes sont Mississauga—Lakeshore, Mississauga-Est—Cooksville, Etobicoke-Centre et Taiaiako'n—Parkdale—High Park.
En 2011, les circonscriptions limitrophes étaient Etobicoke-Centre, Mississauga-Est—Cooksville, Mississauga-Sud et Parkdale—High Park. Après le redécoupage de 2012, les circonscriptions limitrophes étaient Mississauga—Lakeshore, Mississauga-Est—Cooksville, Etobicoke-Centre et Parkdale—High Park.

## Historique
La circonscription de Lakeshore a été créée en 1968 d'une partie de York—Humber. La circonscription devint Toronto—Lakeshore en 1971 et Etobicoke—Lakeshore en 1976.

## Députés
| Législature                    | Années        | Député            | Parti | Parti                     |
| ------------------------------ | ------------- | ----------------- | ----- | ------------------------- |
| Lakeshore issue de York—Humber |               |                   |       |                           |
| 28e                            | 1968–1972     | Ken Robinson      |       | Libéral                   |
| Toronto—Lakeshore              |               |                   |       |                           |
| 29e                            | 1972–1974     | Terry Grier       |       | NPD                       |
| 30e                            | 1974–1979     | Ken Robinson      |       | Libéral                   |
| Etobicoke—Lakeshore            |               |                   |       |                           |
| 31e                            | 1979–1980     | Ken Robinson      |       | Libéral                   |
| 32e                            | 1980–1984     | Ken Robinson      |       | Libéral                   |
| 33e                            | 1984–1988     | Patrick Boyer     |       | Progressiste-conservateur |
| 34e                            | 1988–1993     | Patrick Boyer     |       | Progressiste-conservateur |
| 35e                            | 1993–1997     | Jean Augustine    |       | Libéral                   |
| 36e                            | 1997–2000     | Jean Augustine    |       | Libéral                   |
| 37e                            | 2000–2004     | Jean Augustine    |       | Libéral                   |
| 38e                            | 2004–2006     | Jean Augustine    |       | Libéral                   |
| 39e                            | 2006–2008     | Michael Ignatieff |       | Libéral                   |
| 40e                            | 2008–2011     | Michael Ignatieff |       | Libéral                   |
| 41e                            | 2011–2015     | Bernard Trottier  |       | Conservateur              |
| 42e                            | 2015–2019     | James Maloney     |       | Libéral                   |
| 43e                            | 2019–2021     | James Maloney     |       | Libéral                   |
| 44e                            | 2021–2025     | James Maloney     |       | Libéral                   |
| 45e                            | 2025–en cours | James Maloney     |       | Libéral                   |

### Résultats électoraux
|       | Candidat              | Parti              | # de voix | % des voix |
|       | Bernard Trottier      | Conservateur       | +21 997,  | 40,35 %    |
|       | (x) Michael Ignatieff | Libéral            | +19 128,  | 35,08 %    |
|       | Michael Erickson      | NPD                | +11 046,  | 20,26 %    |
|       | Dave Corail           | Vert               | +02 159,  | 3,96 %     |
|       | Janice Murray         | Marxiste-léniniste | +00190,   | 0,35 %     |
| Total | Total                 | Total              | 54 520    | 100 %      |

|       | Candidat              | Parti              | # de voix | % des voix |
|       | Patrick Boyer         | Conservateur       | +17 793,  | 34,87 %    |
|       | (x) Michael Ignatieff | Libéral            | +23 536,  | 46,13 %    |
|       | Liam McHugh-Russell   | NPD                | +05 950,  | 11,66 %    |
|       | David Corail          | Vert               | +03 562,  | 6,98 %     |
|       | Janice Murray         | Marxiste-léniniste | +00181,   | 0,35 %     |
| Total | Total                 | Total              | 51 022    | 100 %      |